# أصدقاء فلسطين في برلمان النرويج
أصدقاء فلسطين في برلمان النرويج (بالنرويجية: Palestinas Venner på Stortinget) هي مجموعة مؤيدة لفلسطين تتكون من أعضاء برلمان النرويج (البرلمان).
وقد اتُخذت مبادرة تشكيل هذه المجموعة في أواخر عام 2007، وأنشئَت على غرار المجموعة المؤيدة لإسرائيل «أصدقاء إسرائيل في البرلمان النرويجي [الإنجليزية]» (بالنرويجية:Israels Venner på Stortinget). بعد انتخابات عام 2009 [الإنجليزية]، اجتمعت المجموعة. وانضم توربيورن رو إيزاكسين [الإنجليزية] إلى المجموعتين لدعم كل من إسرائيل وفلسطين، وكان العضو الوحيد من حزب غير اشتراكي. ورئيسة هذه المجموعة هي أنيت تريتبيرغستوين [الإنجليزية]. بعد انتخابات عام 2009، كان لدى المجموعة 29 عضوًا.
وفي 2010 أصبح عدد أصدقاء فلسطين 35 عضوًا. وقد اعتمر عدد من أعضاء أصدقاء فلسطين في البرلمان في النرويج الكوفية الفلسطينية تعبيرا عن تضامنهم ومناصرتهم للقضية الفلسطينية. وقد أثارت هذه الحركة ردة فعل من قبل «حزب التقدم المسيحي النرويجي»، المعروف بمعاداته للأجانب ومناصرته لإسرائيل.

## الأعضاء الحاليون (2013-2017)
اعتبارا من أغسطس 2014، كان لدى أصدقاء فلسطين ما مجموعه 23 عضوًا، 19 (من 55) من حزب العمل (AP) و4 (من 7) من حزب اليسار الاشتراكي (SV).
- أودون ليسباكن (SV)
- شنور فالين (SV)
- كارين أندرسن (SV)
- بورد ڤيجار سولهچيل (SV)
- إيفا كريستين هانسن (ا ف ب)
- أوسموند أوكروست (ا ف ب)
- سفيري ميرلي (ا ف ب)
- ليز كريستوفرسن (ا ف ب)
- روث غرونغ (ا ف ب)
- تورستين تفدت سولبرغ (ا ف ب)
- فريدي دي رويتر (ا ف ب)
- آنا ليونغرين (ا ف ب)
- كاري هنريكسن (ا ف ب)
- سونيا ماندت (ا ف ب)
- ستاين رينات هاهايم (ا ف ب)
- إيرين سوند (ا ف ب)
- ترولز ويكهولم (ا ف ب)
- جيتي كريستنسن (ا ف ب)
- أنيت تريتبيرجستوين (ا ف ب)
- كاريان تونغ (ا ف ب)
- إنغريد هيغو (ا ف ب)
- لين ڤوجسليد (ا ف ب)
- مارتن هنريكسن (ا ف ب)

وكان العضوان كاري هنريكسن وسفيري ميرلي (كلاهما من حزب العمال (النرويج)) عضوين أيضًا في أصدقاء إسرائيل.